# صمام تضخيم ضوئي

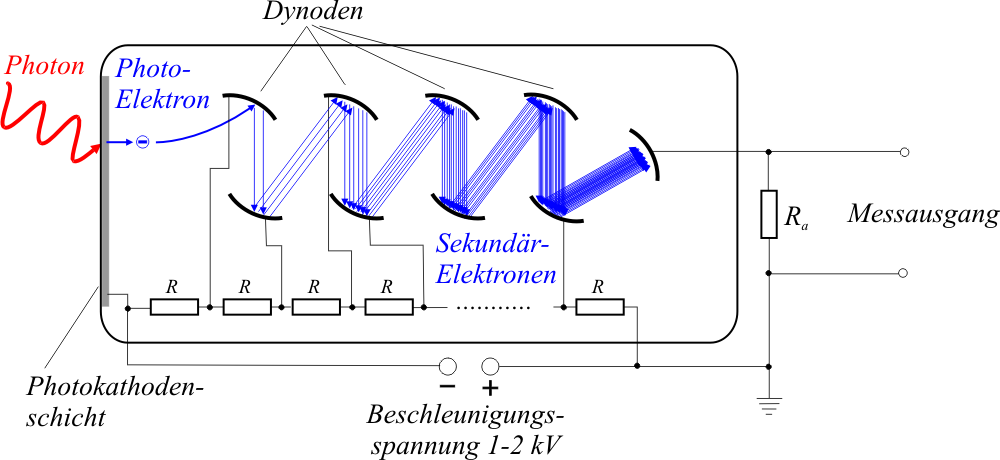
التركيب الداخلي: يسقط الفوتون (أحمر) على المهبط الضوئي فيحرر إلكترونا بناء على الظاهرة الكهروضوئية, ويتولى الجهد الكهربي المسلط على القطب الكهربائي المعدني (الداينود) الأول تسريع الإلكترون, فيتعرض لسلسلة من التصادمات والارتدادات على الأقطاب المتتالية تحرر خلالها مجموعات متكاثرة من الإلكترونات (أزرق). بذلك تنشأ إشارة كهربائية عند مخرج الصمام يسهل قياسها ومعاملتها وتسجيلها.

المضاعف الضوئي أو المضخم الضوئي[بحاجة لمصدر] صمامات إلكتروني مفرغ تتميز بحساسيتها الشديدة للضوء في نطاق الأشعة فوق البنفسجية والضوء المرئي والأشعة تحت الحمراء القريبة. ويتسم صمام التضخيم الضوئي بتكبير النبضة الكهربائية التي يحدثها امتصاص شعاع ضوء في المهبط الضوئي للصمام إلى نحو مليون ضعف . وتقوم بالتكبير أو التضخيم عدد من الأقطاب الخاصة المتتالية تسمى دينود dynode مرتبطة بجهد كهربائي عالي . يتوزع هذا المجال في العادة على نحو 12 من تلك الأقطاب في مدرج.
كل دينود يكون مطليا أيضا بمادة تساعد على إصدار عدد من الإلكترونات عند اصتدام إلكترون بها ، وهذا ما يحدث داخل الصمام ، حيث يتكاثر فيه عددالإلكترونات .
عند امتصاص الصمام لأحد الفوتونات (ضوء) في مهبطه الضوئي يصدر إلكترونا يسقط على الدينود الأول فيتكاثر إلى ثلاثة إلكترونات أو أربعة مثلا ، وتسقط تلك الثلاثة على الدينود الثاني فتحرر 9 إلكترونات و عندما تسقط على القطب الثالث تتحرر 27 إلكترونا ، وهكذا حتي القطب ال 12 فيكون عدد الإلكترونات الناتجة قد تزايد إلى درجة كبيرة بحيث تحدث نبضة كهربائية يسهل قياسها ومعاملتها تبعا لأغراض متعددة .
يستخدم صمام التضخيم الضوئي في البحث العلمي كما ينتشر استخدامه في أجهزة تصوير مقطعي محوسب وأجهزة تصوير مقطعي بالإصدار البوزيتروني المستخدمة في الفحص الطبي.

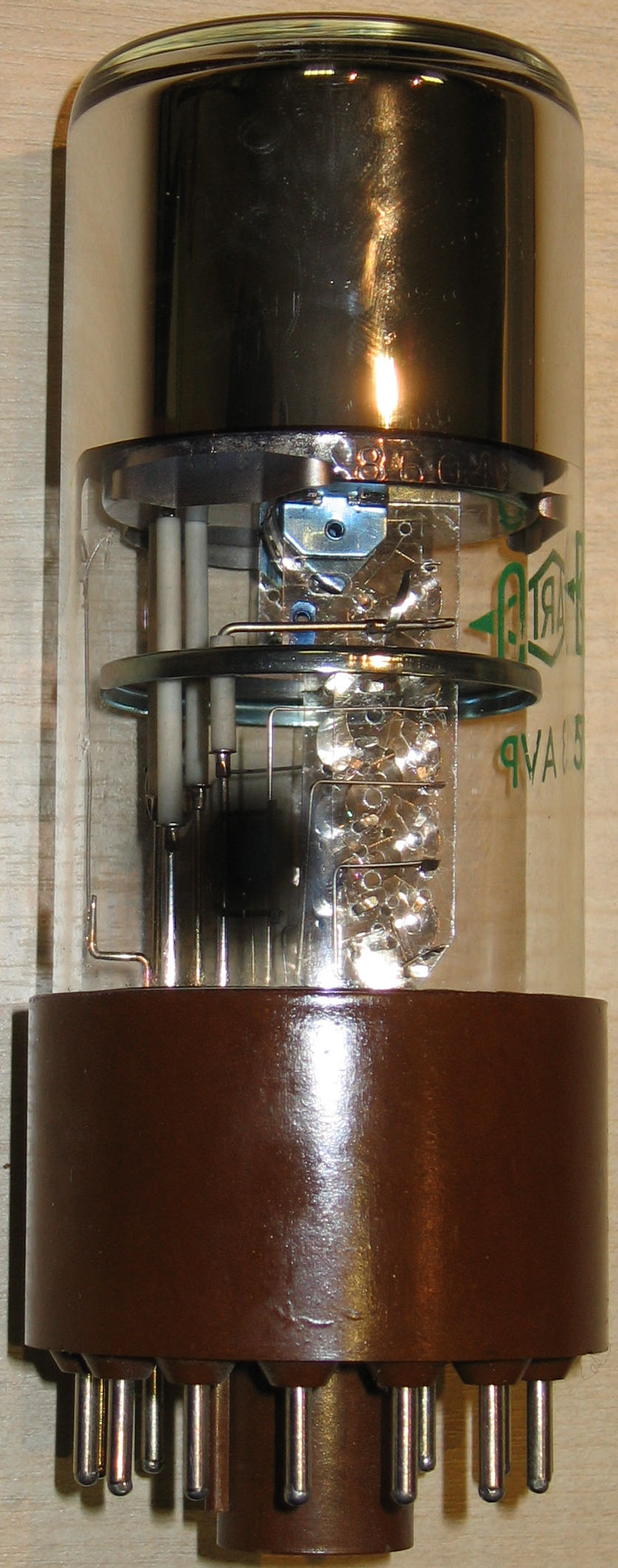
صمام تضخيم ضوئي

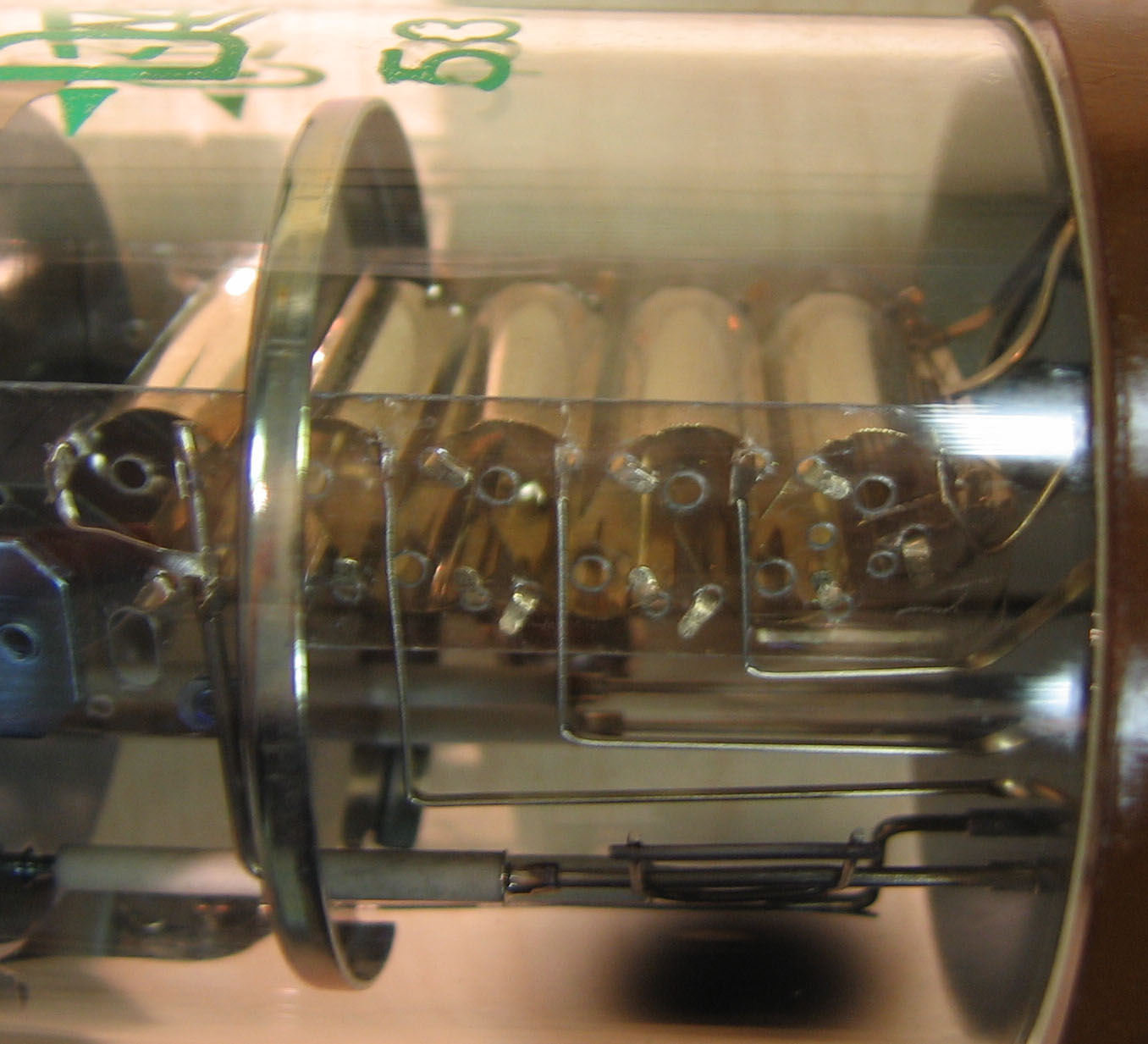
الأقطاب التسلسلية داخل الصمام في هيئة أنصاف الاسطوانة.

## طريقة عمله
يستخدم صمام تضخيم الضوء مثلا لعد النيوترونات . فالنيوترون ليست له شحنة كهربائية وبالتالي لا يستطيع تأيين المادة مباشرة. وإنما نجعله يصطدم بمادة غنية بالبروتونات مثل البلاستيك، حينئذ يكتسب البروتون سرعة ويصطدم بجزيئات المادة فيؤينها على طول مساره خلال المادة حتى تمتصه المادة البلاستيكية ثانيا. تأين بعض جزيئات المادة لا يستمر طويلا بل تستعيد الالكترونات ارتباطها بالأيونات وتصدر فوتونات (ضوء) . يدخل هذا الفوتون إلى صمام التضخيم الضوئي، وينتج نبضة إلكترونية يمكن توجيهها إلى مضخم إلكتروني وعداد فيعد عدد النيوترونات التي دخلت بلورة البلاستيك الموضوعة على السطح الدائري على قمة الصمام.
تضخيم عدد الإلكترونات في صمام التضخيم الضوئي يعتمد على عدد الدينودات Dynode. وفي العادة يتكون الصمام من 10 من الدينودات . فإذا أطلق كل إلكترون أربعة إلكترونات من كل دينود يتزايد عدد الإلكترونات إلى δ n = 410، أي يصل عددهم عند الدينود العاشر إلى نحو مليون إلكترون، وهؤلاء يشكلون نبضة كهربائية يمكن قياسها. في نفس الوقت تعتمد النبضة الكهربائية على شدة الضوء.
نظرا لشدة حساسية الصمام للضوء يجب عدم تعريضه مباشرة للضوء، حتى لا تستهلك مادته الحساسة التي تغطي الدينودات، وهي في العادة من أكسيد الرصاص أو أكسيد المغنسيوم.

## قياس الفوتونات
يُستخدم صمام التضخيم الضوئي لعد الفوتونات أيضا فهو يستطيع عد كل فوتون على حدة Photon Counting. كما يستطيع قياس مجموعات من الفوتونات بمعدل عدة ملايين فوتون في الثانية. وفعليا يقيس عدد الفوتونات بين 10 وعدة ملايين فوتون في الثانية، وما يعده تحت 10 فوتونات فيكون مشوبا بشوشرة أو ضوضاء ناتجة عن تيارات كهربائية حرارية مشوشرة في درجة حرارة الغرفة. وبحسب عدد النبضات بين 10 إلى 5000 مثلا، نقول 5000 نبضة في الثانية أو 30 نبضة في الثانية وهكذا، ورمزها بالإنجليزية cps = counts per second .

## تطبيقاته

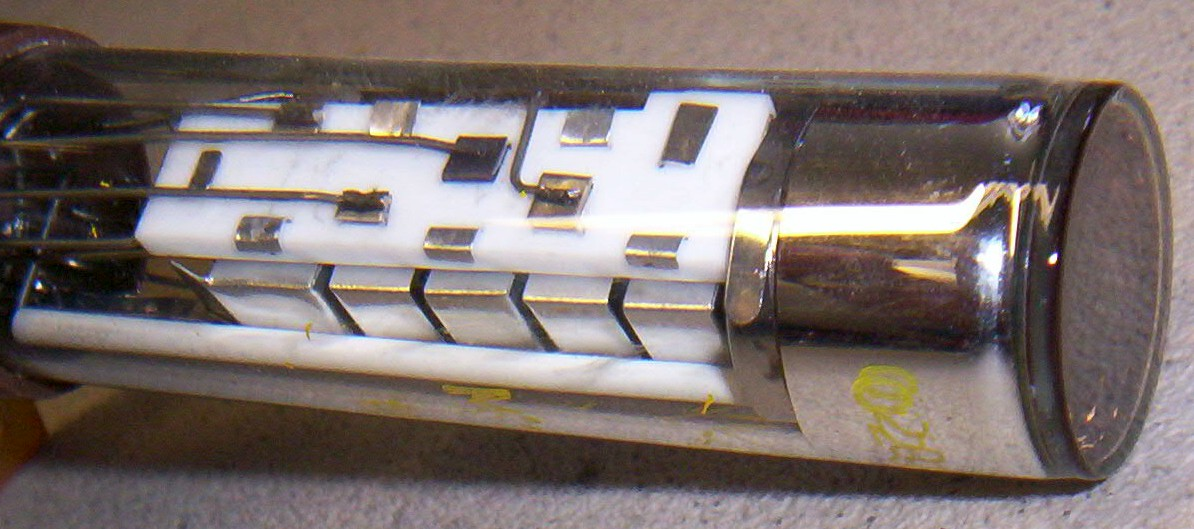
صمام التضخيم الضوئي: طوله 8 سنتيمتر، نافذة المدخل إلى اليمين ومعها الكاثود الضوئي. وفي الوسط توجد الدينودات مشبوكة بحوامل عازلة.

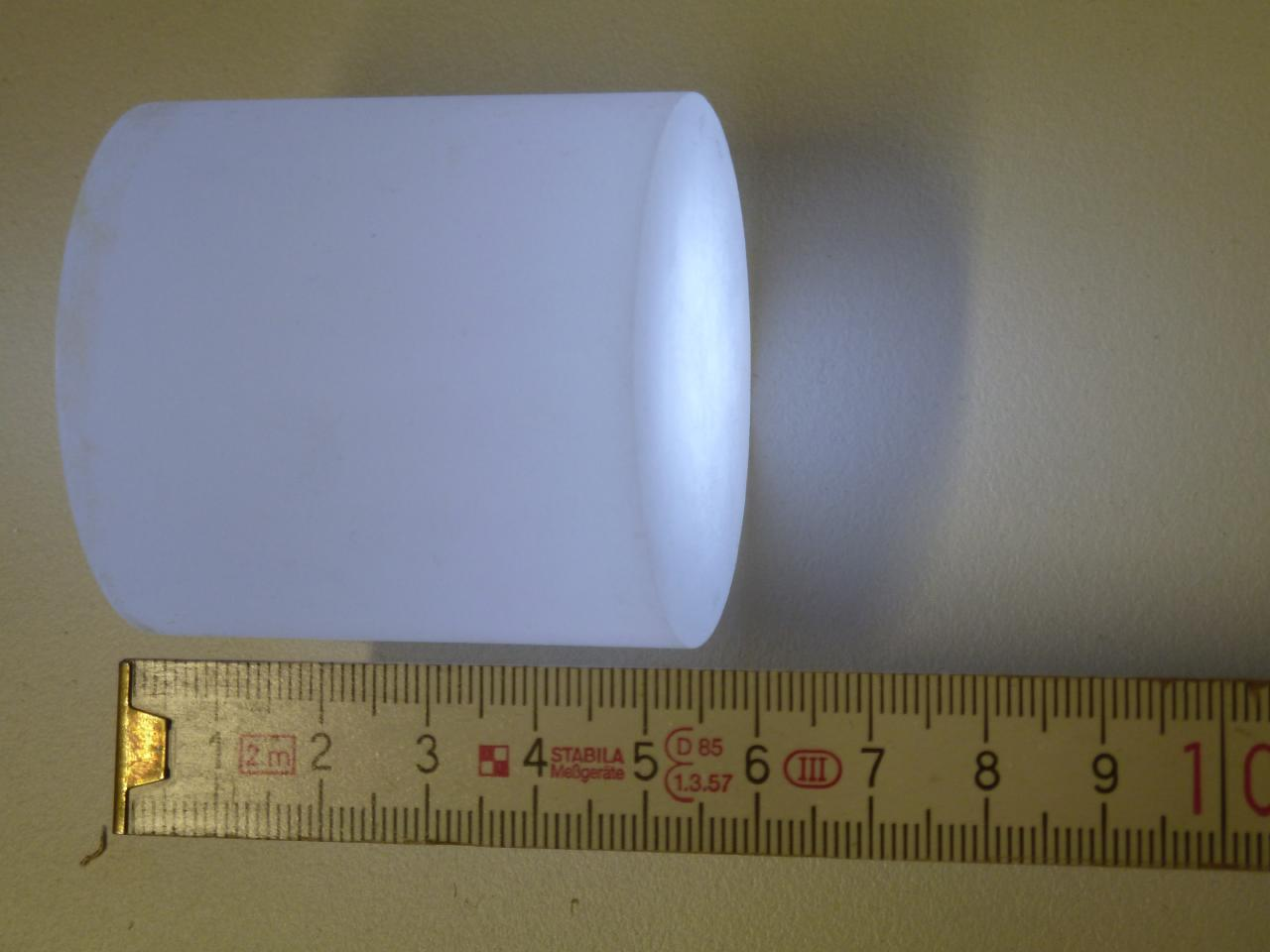
CsI(Tl)تستخدم لقياس أشعة غاما.

يستخدم صمام التضخيم الضوئي  كثيرا في البحث العلمي وذلك باستخدام بلورات وميضية مناسبة ، واستخدامه كعداد للجسيمات الأولية. ويستخدم بصفة خاصة في تجارب قياس النيوترينو مثلما في تجربة AMANDA أو تجربة مكعب الثلج أو تجربة سوبر كاميوكاندي . وتقوم صمامات التضخيم الضوئي بِعد الفوتونات الناتجة من جسيمات ثانوية تحررت في وسط المادة المختارة بفعل النيوترينوات. كذلك يستخدم صمام التضخيم الضوئي في تلسكوب تشيرينكوف Tscherenkow Telescope لقياس الومضات الضوئية الضعيفة الناتجة عن اصطدام الأشعة الكونية عالية الطاقة بطبقات الجو العليا.
وتستخدم في العدادات الوميضية لقياس أشعة غاما وكذلك في مطياف أشعة غاما، ويكثر استخدامه في الطب في انظمة تصوير مقطعي بالإصدار البوزيتروني PET المستخدمة في الفحوص الطبية النووية.
كذلك يستخدم في المطياف الضوئي وفي المجهر الضوئي حيث يستخدم كمستقبل وتحليل أطوال موجة الضوء بين 100 نانومتر (وهي في نطاق الأشعة فوق البنفسجية) إلى نحو 1000 نانومتر (نطاق الأشعة تحت الحمراء). كما يمكنه القياس حتى طول موجة 1700 نانومتر عند استخدام كاثود ضوئي خاص .).
يستخدم الصمام أيضا كمكشاف في المجهر الضوئي الليزري .

## اقرأ أيضًا
- مكشاف ضوئي
- ترانزستور
- ثنائي ضوئي شلالي APD
- نسبة الإشارة إلى الضجيج
- تجربة مكعب الثلج
- مشكلة نيوترينو الشمس
- تصوير مقطعي محوسب CT

## وصلات خارجية
1. ↑  تقرير هيئة الطاقة الذرية السورية - 2005-2006م نسخة محفوظة 10 يناير 2017 على موقع واي باك مشين. [وصلة مكسورة]
2. ↑  Hamamatsu Photonics K.K.: Photomultiplier Tubes - Basics and Applications. 3rd ed. 2006, S.30-35 - 4.1 Basic Characteristics of Photocathodes